# تشارلز روبرت بيتري
تشارلز روبرت بيتري هو سياسي نيوزيلندي، ولد في 1882 في غلاسكو في المملكة المتحدة، وتوفي في 1958 في أوتاهوهو في نيوزيلندا. نشط حزبياً في حزب العمال النيوزيلندي. وقد انتخب عضو مجلس النواب النيوزيلندي ‏.